# Absolut relax

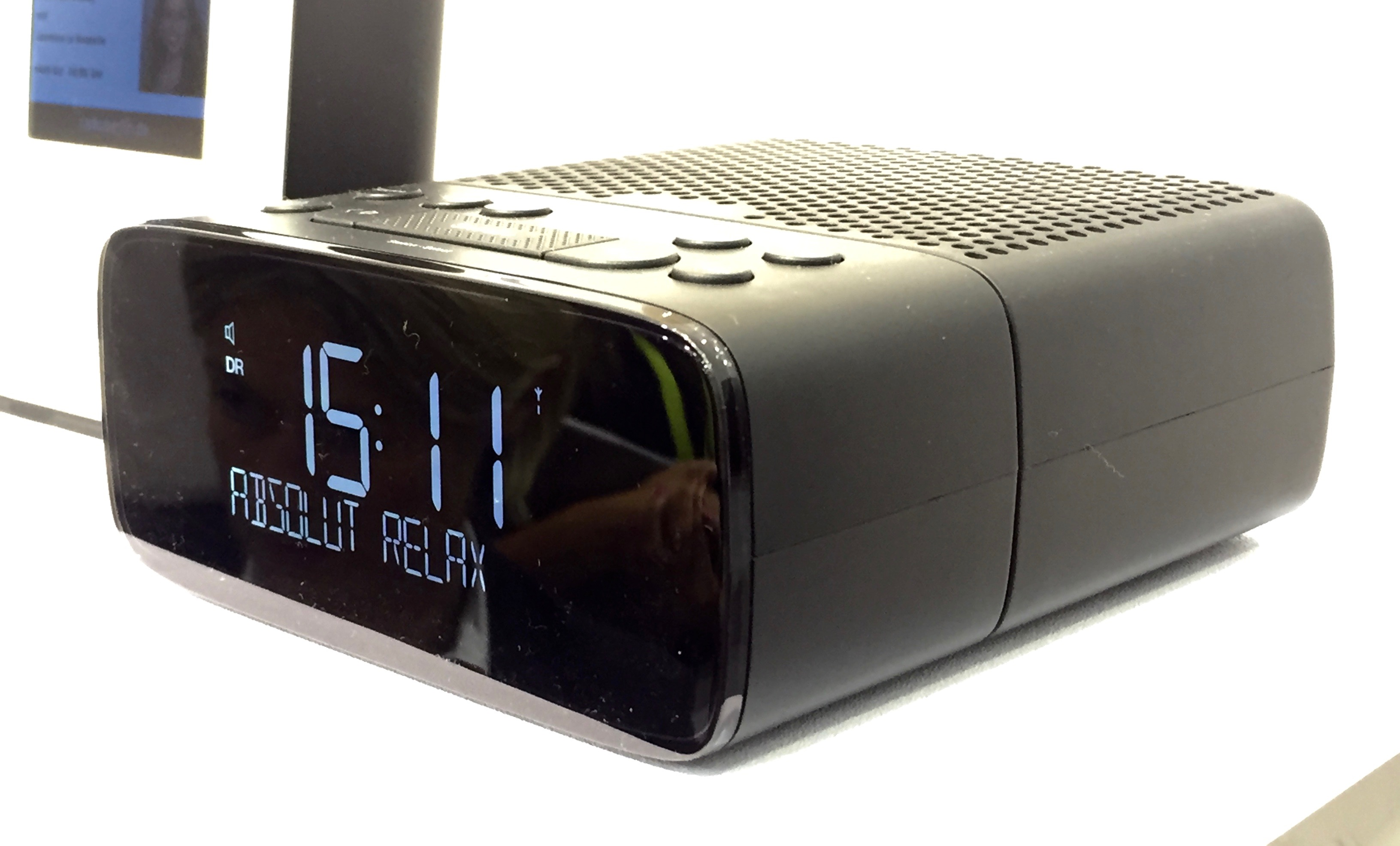
Absolut relax auf DAB+

Absolut relax ist ein privater Hörfunksender, der zur Absolut Radio Senderfamilie der Antenne Deutschland GmbH & Co. KG gehört und deutschlandweit über DAB+ und Webstream empfangbar ist. Er ist ein Schwestersender von Absolut HOT, Absolut Bella und Absolut Oldie Classics und Absolut TOP.

## Geschichte
Absolut relax wird online und über DAB+ als Tochterprogramm von Absolut Radio ausgestrahlt. Das Sendegebiet beschränkte sich zum Start auf das digital-terrestrische Sendernetz in Bayern. Am 6. April 2012 begann die Verbreitung im Rhein-Main-Gebiet über die Standorte Großer Feldberg und Frankfurt/Europaturm. Damit ist Absolut relax in nahezu ganz Bayern und etwa in Frankfurt am Main, Offenbach am Main, Mainz, Darmstadt und Wiesbaden über Antenne zu empfangen.
Bis zum 5. September 2013 wurde die Station über DAB+ lediglich in Bayern und Hessen sowie online ausgestrahlt. Er ist der Schwestersender von Absolut musicXL und Absolut HOT.
Am 6. September 2013 hat Absolut relax den Schwestersender Absolut Radio im bundesweiten DAB+-Ensemble (Ersten Bundesmux) ersetzt, welches seitdem ausschließlich via Internet verbreitet wird. Auf den Sendeplätzen von Absolut relax in Bayern und Hessen ist zeitgleich das neue Jugendprogramm Absolut HOT aufgeschaltet worden. Absolut HOT startete sein Programm um 6:05 Uhr.

## Programm und Musik
Das Programm von Absolut relax besteht ausschließlich aus Titeln der Genres Pop und Soft Rock und wird zur vollen Stunde durch Nachrichten unterbrochen. Das Programm ist unter der Woche live moderiert. Die Morningshow wird Montag bis Freitag von 6 bis 10 Uhr von Steffi Schaller moderiert. 